# Interregnumok listája
Interregnum vagy hatalmi szünet az uralkodó halála és az új uralkodó trónra lépte közötti átmeneti időszak. Intézmény, testület életében is lehet interregnum, amikor vezető hiányában, az új vezető kinevezéséig, ideiglenes bizottság vagy megbízott személy vezeti az ügyeket. A szó a latin nyelvből származik, jelentése köztes uralom. Az interregnum idején az átmenetileg kijelölt vagy megválasztott vezetőt interrexnek is nevezik.
A történelemben többek között a következő időszakokat nevezik így:
- Agadei Birodalom (Akkád Birodalom) Kr. e. 2192/2230–Kr. e. 2169/2226
- Örményország, 16–18
- Briton Királyság, 43–61
- Briton Királyság, 180–208
- Japán, 200–209
- Csola Birodalom, 200–848
- Briton Királyság, 217–286
- Briton Királyság, 388–407
- Briton Királyság, 409–425
- Briton Királyság, 554–615
- Lombardiai királyság, 575–585
- Briton Királyság, 634–655
- Frank Birodalom, 737–743
- Örményország, 772–781
- Örményország, 785–806
- Írország, 1022–1072
- Ausztria, 1246–1248
- Német-római Birodalom, 1254–1273
- Skócia, 1290–1292
- Skócia, 1296–1306
- Magyarország, 1301–1308, 1446–1453
- Dánia, 1332–1340
- Japán, 1351–1352
- Portugália, 1383–1385
- Akháj Fejedelemség, 1386–1396
- Oszmán Birodalom, 1402–1413
- Ausztria, 1439–1440
- Norvégia, 1481–1483
- Lan Szang, 1583–1591
- Oroszország, 1598–1613
- Erdélyi Fejedelemség, 1603. július 17–1605. február 21.
- Anglia, 1649–1660
- Anglia, 1688–1689
- Afganisztán, 1823–1825
- Afganisztán, 1879–1880

## Lásd még
- Sede vacante